# Брэнджи, Таунсенд Стит
Таунсенд Стит Брэнджи (англ. Townshend Stith Brandegee, 16 февраля 1843 — 7 апреля 1925) — американский ботаник.

## Биография
Таунсенд Стит Брэнджи родился 16 февраля 1843 года.
Он внёс значительный вклад в ботанику, описав множество видов семенных растений.
Его жена, Мэри Кэтрин Брэнджи, также была ботаником, специалистом по калифорнийской флоре.
Таунсенд Стит Брэнджи умер 7 апреля 1925 года.

## Научная деятельность
Таунсенд Стит Брэнджи специализировался на семенных растениях.

## Научные работы
- The flora of southwestern Colorado. 1876.
- Flora of the Santa Barbara Islands. 1888—1889.
- Plants from Baja California. 1889.
- Flora of the Cape region of Baja California. 1891—1893.
- Southern extension of California flora. 1893.
- Teton Forest Reserve and southern part of Yellowstone Park Forest Reserve, showing land classification and wooded areas. 1898.
- Yellowstone Park forest reserve. (Southern part). 1899.
- Species novae vel minus cognitae by Townshend Stith Brandegee. 1915—1916.
- Plantae mexicanae purpusianae, I—XII. bis 1924.

## Почести
Род растений Brandegea Cogn. был назван в его честь.